# Црква у Горњој Рибници
Црква у Горњој Рибници је археолошко налазиште и налази се на високој, десној обали реке Рибнице, у Краљеву, у Рашком округу.

## Историја и изглед
Прва археолошка истраживања сондажног карактера изведена су у организацији Завода за заштиту споменика културе у Краљеву 1968. године и извео их је археолог О. Вукадин. Истраживања су била ограниченог карактера, отворене су свега три сонде како би се добили основни подаци о локалитету. Откривени су остаци цркве, једнобродне правоугаоне основе са полукружном апсидом на истоку и припратом на западу. Сви зидови су широки 0,90 м, осим у апсидалном делу, чија је ширина и до 1,50 метар. Зидови су грађени од ломљеног камена и речних облутака, а уместо малтера употребљавана је жута смоница. О времену настанка цркве за сада нема поузданих података због ограничености ископавања. Власник имања је уништио део локалитета искрчивањем, те је бесповратно изгубљен део података о величини локалитета и његовом животу. Познато је да је власник нашао и златан ковани новчић, али му се губи сваки траг. На супротној обали реке Рибнице налази се брдо Сатрвеник, на коме се налазе остаци средњевековног града. Оба налазишта су била у вези са рударским делатностима, која су се у средњем веку одвијала на планини Гоч. На реци, између цркве и града, уочава се могуће место некадашњег прелаза. На једној од стена између две обале уочавају се две стопе које су највероватније биле у римско време изведене неком врстом бетона.

## Црква у Горњој Рибници данас
Данас су видљиве основе цркве, али су урасле у густу траву и практично су непрегледне.